# Sophie Lamon
Sophie Lamon   (Sion, 8 de febrer de 1985) és una tiradora d'esgrima suïssa, ja retirada, especialista en espasa, que va competir a començaments del segle XXI.
El 2000, amb només 15 anys, va prendre part en els Jocs Olímpics d'Estiu de Sydney, on va disputar dues proves del programa d'esgrima. En la prova d'espasa per equips guanyà la medalla de plata, cosa que la convertia en l'esportista suïssa més jove en guanyar una medalla olímpica. En la prova d'espasa individual fou quinzena. Vuit anys més tard, als Jocs de Pequín, fou tretzena en la prova d'espasa individual del programa d'esgrima.
En el seu palmarès també destaca una medalla de plata al Campionat del món d'esgrima de 2001.
El 2011, amb només 25 anys, posà punt final a la seva carrera esportiva per culpa de problemes recurrents de maluc que requeriren una intervenció i una llarga rehabilitació. Posteriorment finalitzà els seus estudis i fou contractada per la Federació Suïssa d'Esgrima.